# 住田又兵衛
住田 又兵衛（すみた またべえ）は、歌舞伎の長唄囃子（笛方）方の名跡。

## 初代
（文化11年（1814年） - 文久元年12月15日（1862年1月14日））本名は杉本金太郎。
2代目住田又吉の娘の弟子。笛方。

## 2代目
（天保12年（1841年）? - 明治36年（1903年）11月1日）
生年には1839年、1842年等の諸説あり。
初代又兵衛に師事し住田由之助。初代の娘と結婚して養子となり、1864年に2代目又兵衛を襲名。
「駿河町の又兵衛」と呼ばれた名人。

## 3代目
（安政6年（1859年） - 大正10年（1921年）9月23日）本名は伊藤龍角。
出羽国秋田（現在の秋田県）の宿屋の生まれ、2代目又兵衛の門人で初名を多蔵、前名を又四朗、1910年に3代目又兵衛を襲名。長らく長唄研精会にて重鎮として活躍。

## 4代目
（明治28年（1895年）10月30日 - 昭和41年（1966年）3月12日）本名は長谷川信次郎。
東京都の生まれ、3代目望月太喜蔵から3代目又兵衛、望月長之助に師事し又三郎、1952年に4代目又兵衛を襲名。長唄研精会にて後進の指導に尽力。